# Charles Buchwald
Charles Buchwald (* 22. Oktober 1880 in Sahl, Viborg; † 19. November 1951 in Hørsholm) war ein dänischer Fußballspieler und -schiedsrichter.

## Karriere
Buchwald spielte von 1897 bis 1913 für den Akademisk Boldklub Kopenhagen, danach für den Kopenhagener Stadtteilverein Østerbros Boldklub.
Vom 23. bis 25. April nahm er mit der Kopenhagener Stadtauswahl am Fußballturnier im Rahmen der Olympischen Zwischenspiele 1906 teil; eine Nationalmannschaft Dänemarks existierte zu diesem Zeitpunkt nicht – sie trug ihr erstes offizielles Länderspiel am 19. Oktober 1908 im Viertelfinale des olympischen Fußballturniers gegen die B-Nationalmannschaft Frankreichs in London aus.
Die im Inneren des Velodroms in Neo Faliro, einem Stadtteil von Piräus, südlich von Athen, ausgetragenen Spiele gegen eine Auswahlmannschaft aus Smyrna und gegen Ethnikos GS Athênai wurden mit 5:1 und 9:0 gewonnen und bescherten ihm und seiner Mannschaft die Goldmedaille.
Es war kein olympisches Jahr und somit waren die Spiele inoffiziell, aber die Griechen wollten den 10. Jahrestag der ersten Olympischen Spiele in der Neuzeit feiern.
Für die A-Nationalmannschaft kam Buchwald in einem Zeitraum von fünf Jahren in sieben Länderspielen zum Einsatz, in denen er ohne Torerfolg blieb. Er debütierte am 19. Oktober 1908 beim 9:0-Sieg über die B-Nationalmannschaft Frankreichs im Viertelfinale des olympischen Fußballturniers in London. Buchwald kam auch im Finale zum Einsatz, das mit 0:2 gegen die Britische Fußballauswahl verloren wurde. Gegen diese Mannschaft kam er auch am 4. Juli 1912 im Finale des olympischen Fußballturniers zum Einsatz, das mit 2:4 im Olympiastadion Stockholm verloren wurde; in diesem musste Buchwald bereits nach einer halben Stunde verletzt vom Platz. Er wurde auch zwei Tage zuvor an selber Stätte beim 4:1-Sieg im Halbfinale über die Nationalmannschaft der Niederlande eingesetzt.
Parallel zu seiner Spielerlaufbahn war Buchwald auch als Schiedsrichter aktiv und leitete unter anderem zwischen 1910 und 1913 vier Länderspiele.

## Erfolge
- Olympische Goldmedaille 1906
- Olympische Silbermedaille 1908, 1912

## Sonstiges
Nachdem Buchwald die Lateinschule in Østerbros 1898 mit Abitur verlassen hatte, erlangte er im Jahr 1905 das Magister in Rechtswissenschaften und war von 1905 bis 1907 Stadtvogt in Horsens, von 1907 bis 1911 Rechtsanwaltsassistent in Kopenhagen sowie von 1908 bis 1916 Assistent im Ministerium für Öffentliche Arbeiten. Im Jahr 1919 war er Chefsyndikus und von 1926 bis 1942 Abteilungsleiter im Ministerium für öffentliche Arbeiten. Des Weiteren war Buchwald Vorsitzender und Mitglied diverser Kommissionen.